# Molokai Airport

i7
i11
i13
Der Molokai Airport (IATA-Code: MKK, ICAO-Code: PHMK) ist ein öffentlicher, vom US-Bundesstaat Hawaii betriebener Flughafen, welcher sich 12,3 km nordwestlich von Kaunakakai auf der Insel Molokaʻi befindet. Er ist der Hauptflughafen der Insel.

## Infrastruktur und Flugzeuge
Der Flughafen Molokai umfasst eine Fläche von 117 Hektaren und liegt 138 Meter über dem Meer auf dem Hauptplateau der Insel Molokaʻi. Der Flughafen besitzt zwei asphaltierte Start- und Landebahnen, auf welchen sowohl zivile als auch militärische Flüge gestartet oder beendet werden.
Der Passagierterminal und die übrigen Flughafeneinrichtungen befinden sich nördlich der Kreuzung der beiden Pisten. Die Erreichbarkeit des Gebäudes wird durch separate Straßen sichergestellt, von denen jede mit der Keonelele Avenue verbunden ist.
Zwischen Mai 2010 und April 2011 verzeichnete der Flughafen insgesamt 49.804 Flugbewegungen (136 pro Tag): 59 % General Aviation (Allgemeine Luftfahrt), 40 % Lufttaxi und 1 % Militär. Zu diesem Zeitpunkt waren vier einmotorige Flugzeuge im Molokai stationiert.

## Zwischenfälle
- Am 28. Oktober 1989 wurde eine de Havilland Canada DHC-6-300 Twin Otter der US-amerikanischen Aloha Island Air (Luftfahrzeugkennzeichen N707PV) nahe dem Ziel, dem Flughafen Molokai, in einer Höhe von nur 600 Fuß (180 Metern) in einen Berghang geflogen. Der Flug war nach Sichtflugregeln eingetragen, wurde aber in Wolken weitergeführt. Durch diesen CFIT (Controlled flight into terrain) wurden alle 20 Insassen getötet, zwei Besatzungsmitglieder und 18 Passagiere.[6]